# Rick Glenn
Ricky Lee Glenn, född 12 april 1989 i Marshalltown, är en amerikansk MMA-utövare som sedan 2016 tävlar i organisationen Ultimate Fighting Championship.